# Asemospiza
Asemospiza är ett fågelsläkte i familjen tangaror inom ordningen tättingar. Släktet omfattar två arter som förekommer i Sydamerika:
- Blektangara (Asemospiza obscura)
- Guaduatangara (Asemospiza fuliginosa)

Traditionellt placeras arterna i släktet Tiaris, men genetiska studier visar att arterna i Tiaris inte är varandras närmaste släktingar och att dessa två står närmare bland annat "darwinfinkarna" på Galápagosöarna.